# Brass (Nigeria)
Pour les articles homonymes, voir Brass (homonymie).
Brass est une zone de gouvernement local de l'État de Bayelsa au Nigeria.

## Source
- (en) Cet article est partiellement ou en totalité issu de l’article de Wikipédia en anglais intitulé « Brass, Nigeria » (voir la liste des auteurs).